# C1orf21
C1orf21‏ (Chromosome 1 open reading frame 21) هوَ بروتين يُشَفر بواسطة جين C1orf21 في الإنسان.